# ونتسلوو
ونتسلوو (به آلمانی: Wenzlow) یک شهر در آلمان است که در Ziesar واقع شده‌است. ونتسلوو ۵۹۱ نفر جمعیت دارد.